# أبو العباس أباد
أبو العباس‌ أباد هي قرية في مقاطعة كاشان، إيران. يقدر عدد سكانها بـ 29 نسمة بحسب إحصاء 2016.